# Alfredo Ottaviani
(Cardinal Alfredo Ottaviani)
Alfredo Ottaviani (Roma, 29 ottobre 1890 – Città del Vaticano, 3 agosto 1979) è stato un cardinale e arcivescovo cattolico italiano, rigoroso difensore della Tradizione e oppositore, su posizioni conservatrici e tradizionaliste, delle tendenze progressiste nella Chiesa cattolica.

## Biografia
Ottaviani nacque povero nel quartiere popolare di Trastevere, figlio del fornaio Enrico Ottaviani e della casalinga Palmira Catalini. Dopo essere stato ordinato prete il 18 marzo 1916, svolse attività pastorale nella diocesi di Roma.

### Il servizio nella Curia romana
Nel marzo 1922 ottenne i primi incarichi nella Curia romana come segretario personale del nuovo papa Pio XI. Il Papa lo chiamò alla Segreteria di Stato nel 1928 come sostituto della sezione Affari Ecclesiastici straordinari; già un anno dopo l'Ottaviani occupava il posto di sostituto alla Segreteria di Stato.
In quegli anni Ottaviani portò il suo contributo come giurista nella stipulazione dei Patti Lateranensi. Successivamente divenne assessore, pro-segretario e segretario. Il 12 gennaio 1953, papa Pio XII lo nominò pro-segretario della Congregazione del Sant'Uffizio e contestualmente fu creato e pubblicato cardinale. Essendo conservatore, ebbe forti contrasti con chi voleva innovare la secolare tradizione ecclesiale.
Essendo responsabile del dicastero a cui è istituzionalmente demandata la tutela del sacro patrimonio della fede e della morale cattolica, ricoprì questo ruolo tenendo un comportamento attento e preciso, nella convinzione, in lui maturata con l'esperienza, che la "rectitudo fidei", cioè l'ortodossia, sia patrimonio irrinunciabile e condizione primaria per la "rectitudo morum", o ortoprassi. La sua preparazione giuridica, che già in età giovanile gli aveva garantito l'attenzione di altri sacerdoti, lo sostenne nel lavoro che svolse a difesa della fede cattolica.
Anche durante il pontificato di papa Pio XII si dimostrò fermo nelle sue posizioni, battendosi quando fu necessario e preparando anche scomuniche contro gli oppositori comunisti e i cattolici progressisti italiani, fautori tedeschi e francesi della nuova teologia, preti operai, inventori del catechismo liberale. Ottaviani fu tuttavia, anche per le sue mai dimenticate radici popolari, un uomo di grande sensibilità pastorale, in particolare con i ragazzi e i giovani dell'oratorio di San Pietro, per i giovani che bighellonavano a Trastevere e nei pressi del Vaticano, per i quali si prodigava quotidianamente, pagando le rette per lo studio, le tasse per lo sport: per i giovani fu come un padre sollecito e affettuoso. Questa sua presenza tra i giovani non era un diversivo per superare la stanchezza tediosa delle carte d'ufficio e degli impegni burocratici, ma un'esigenza che scaturiva spontanea, intenzionale e generosa da un programma sacerdotale: era una "prestazione comandata" della sua vocazione.

#### Gli anni del Concilio Vaticano II
Con i cardinali Ernesto Ruffini e Maurilio Fossati, fu tra gli alti prelati che visitarono il cardinale Roncalli nella sua cella la sera prima del conclave, confortans eum (per incoraggiarlo), suggerendogli di convocare un Concilio e Roncalli fece propria quest'idea (Io ho pensato ad un Concilio dall'istante in cui sono diventato papa, su Epoca di 8.12.1968).
La convocazione del Concilio Vaticano II a opera di papa Giovanni XXIII, la riforma della Curia, l'inizio dell'attività del Sinodo episcopale, furono forse per un uomo con le sue convinzioni, uno strappo eccessivo. Fu tra i capi dell'ala conservatrice del Coetus Internationalis Patrum. Tra i suoi interventi vi fu, nel 1962, la redazione del documento segreto Crimen sollicitationis, tramite il quale i vescovi venivano istruiti sulle modalità di gestione di casi di molestie sessuale da parte di preti nel contesto della confessione, crimine canonico per il quale si prevedeva - nei casi più gravi - la pena della dimissione dallo stato clericale. Il documento, approvato dall'allora pontefice Giovanni XXIII, avrebbe avuto delle ricadute per quanto riguarda i casi di pedofilia all'interno della Chiesa cattolica.
Il 5 aprile 1962 Ottaviani fu elevato al rango di arcivescovo da papa Giovanni XXIII. Il 21 giugno 1963, in qualità di cardinale protodiacono, annunziò l'elezione al soglio pontificio del cardinale Giovanni Battista Montini (papa Paolo VI), proclamando l'Habemus Papam.

#### Il post-Concilio
Il cardinale Ottaviani amava autodefinirsi il "carabiniere dell'Ortodossia". Al termine di tre anni di lavori di una commissione di studio istituita da Giovanni XXIII in parallelo al Vaticano II, il rapporto conclusivo fu trasmesso nel 1968 all'esame del Sant'Uffizio, allora presieduto dal prefetto card. Ottaviani, che espresse voto contrario insieme ad altri 6 dei 72 membri del consiglio. Mancando l'unanimità dei consensi, Paolo VI pubblicò l'enciclica Humanae Vitae nel 1968, rifiutando un rapporto che legittimava metodi di contraccezione artificiali come l'uso della pillola.
Nominato dal Papa presidente della Commissione Dottrinale, Ottaviani vide attuarsi, specialmente nelle applicazioni distorte del Concilio, alcune delle posizioni che più aveva osteggiato e temuto (abusi liturgici, storture dottrinali, ecc.). Egli fu più o meno tacitamente ostile anche alla riforma del Sant'Uffizio e all'abolizione dell'Indice dei libri proibiti e alla riforma del giuramento antimodernista. Così, l'8 gennaio 1968 rassegnò le dimissioni. Presiedette anche la Pontificia commissione per il controllo della popolazione e delle nascite.
Nel settembre del 1969 Ottaviani firmò, insieme al cardinal Antonio Bacci, una lettera con un opuscolo, noto come Breve esame critico del Novus Ordo Missae (scritto principalmente dal teologo domenicano Michel Guérard des Lauriers), a papa Paolo VI, nella quale esprimeva la propria opposizione alla riforma liturgica e, in specie, al nuovo messale romano o Novus Ordo Missae, allora in procinto di entrare in vigore, giudicato come «un impressionante allontanamento dalla teologia cattolica della Santa Messa, quale fu formulata nella sessione XXIII del Concilio di Trento».
Al contrario, il nuovo Pontificale Romano di Paolo VI, che sarebbe stato pubblicato solo il 18 giugno 1968, venne da Ottaviani, ancora in veste di prefetto del S. Uffizio, preventivamente esaminato e, durante l’assemblea plenaria dell'11 ottobre 1967, fu dichiarato pienamente ortodosso e quindi atto ad assicurare la validità dei Sacramenti. Un mese dopo la promulgazione del nuovo Pontificale, Paolo VI pubblicò l'ultima sua enciclica 'Humanae Vitae, per la quale fu determinante il voto contrario di Ottaviani (specialmente contro l'approvazione dell'uso della pillola anticoncezionale) durante i lavori preparatori.
Il cardinal Ottaviani morì nella Città del Vaticano il 3 agosto 1979. Le sue esequie furono celebrate da papa Giovanni Paolo II il 6 agosto, giorno in cui un anno prima, come ricordò Giovanni Paolo II, nella medesima ora moriva papa Paolo VI.
È sepolto nella chiesa di San Pietro in Borgo, nota anche come chiesa di San Salvatore in Ossibus.

## Genealogia episcopale
La genealogia episcopale è:
- Cardinale Scipione Rebiba
- Cardinale Giulio Antonio Santori
- Cardinale Girolamo Bernerio, O.P.
- Arcivescovo Galeazzo Sanvitale
- Cardinale Ludovico Ludovisi
- Cardinale Luigi Caetani
- Cardinale Ulderico Carpegna
- Cardinale Paluzzo Paluzzi Altieri degli Albertoni
- Papa Benedetto XIII
- Papa Benedetto XIV
- Papa Clemente XIII
- Cardinale Bernardino Giraud
- Cardinale Alessandro Mattei
- Cardinale Pietro Francesco Galleffi
- Cardinale Filippo de Angelis
- Cardinale Amilcare Malagola
- Cardinale Giovanni Tacci Porcelli
- Papa Giovanni XXIII
- Cardinale Alfredo Ottaviani

## Opere
- Alfredo Ottaviani e Antonio Bacci, Breve esame critico del Novus ordo Missae, Roma, 25 settembre 1969
- Alfredo Ottaviani, Institutiones iuris publici ecclesiastici, Vaticano 1957-1960.
- Alfredo Ottaviani, Il Baluardo, Edizioni Ares, Roma 1961